# Надеждинка (Донецкая область)
Надеждинка (укр. Надеждинка) — посёлок в Покровском районе Донецкой области Украины.
Население по переписи 2001 года составляло 325 человек. Почтовый индекс — 85372. Телефонный код — 623. Код КОАТУУ — 1422783805.
«Учитывая ситуацию с безопасностью и постоянные обстрелы, целесообразно повести эвакуацию села принудительным способом», - сообщил заместитель председателя Донецкой облгосадминистрации Игорь Бойко.

## Местный совет
85372, Донецкая обл., Покровский р-н., с. Новоелизаветовка, ул. Ленина, 1, тел. 5-31-3-42